# Supergirl
Supergirl ou Super-Moça é um codinome compartilhado por personagens fictícias de histórias em quadrinhos publicadas pela editora estadunidense DC Comics. Comumente em associação com a mitologia do Superman . A SuperGirl mais popular é Kara Zor-El que assume o alter ego civil de Linda Lee Danvers, criada por Otto Binder e Al Plastino, sua primeira aparição foi em Superman  #123 de 1958. A Supergirl é prima do Superman, porém por seu período na zona fantasma desenvolveu maior capacidade de absorver a luz do sol amarelo, o que a faz ser mais forte que Clark (Superman).

## Supergirls
A primeira Supergirl apareceu em Superboy #5 de (novembro-dezembro de 1949), era a Rainha Lucy, vinda do país Latino-Americano Borgonia. A segunda Supergirl apareceu em Superman #123 (agosto de 1958) em uma história em que Jimmy Olsen usou um totem místico desejando a existência de uma Supergirl para ajudar Superman. Após mais atrapalhar do que ajudar, 'A Garota de Aço' morreu protegendo o Superman de um meteoro de kryptonita.

Primeira aparição de Kara Zor-El em Action Comics #282, de 1959.

Kara Zor-El, a prima de Kal-El surgiu em Action Comics #252, de 1959. Ela sobreviveu a explosão de Krypton pois Argo City, a cidade em que morava, conseguiu permanecer intacta em sua redoma protetora, mas ao passar por uma chuva de meteoros, a redoma de Argo City foi perfurada e a radiação de kryptonita começou a vazar pelo solo. Isto foi matando os kryptonianos ali; como último recurso, Zor-El (seu pai) enviou Kara ao planeta Terra. Na Terra Kara adota a identidade secreta de Kara Danvers e ao lado de seu primo Superman, se torna uma das grande heroínas do planeta.
Anos depois da morte de Kara Zor-El, surge em Superman (vol. 2) #16 de abril de 1988 uma nova versão da Supergirl que ficou conhecida como Matriz, criada por John Byrne, ela é protagonista da A Saga da Supergirl. Matriz era uma forma de vida artificial feita de protoplasma criada por um Lex Luthor do Universo Compacto, um Universo paralelo, para vir à Terra e conseguir a ajuda do Superman para combater três vilões Kryptonianos. Apesar da morte dos vilões, a Terra Compacta foi devastada. Felizmente, Superman levou Matriz para a Terra, onde ela passou um tempo sob os cuidados dos Kents, sendo considerada filha do casal, que a batizou de Mae (Kent). Matriz não era Kryptoniana, nem prima do Superman e tampouco seus poderes eram iguais ao do Homem de Aço. Matriz apresentava capacidade de voo, invisibilidade, telecinese e podia assumir qualquer forma.
Na tentativa de cativar mais leitores, surge em Supergirl vol.4 #1, de setembro de 1996, uma Supergirl totalmente reformulada. Criada por Peter David e Gary Frank vem o início de um quadrinho clássico que criou uma identidade revolucionária para a Garota de Aço, Linda Danvers era filha de um policial e de uma religiosa, Linda vivia suas próprias crises adolescentes e sofria de uma profunda falta de fé na vida. Morando numa cidadezinha chamada Leesburg, Linda tinha grande obsessão pela Supergirl (Matriz). Aproveitando-se da falta de fé de Linda, Buzz a seduziu para sacrificá-la para conjurar uma entidade demoníaca na Terra. Para salvar Linda, Matrix, uma versão protoplasmática da Supergirl, usa seus poderes para fundir as duas em uma única pessoa. Agora, compartilhando memórias e superpoderes, a entidade antes conhecida como Linda Danvers se torna algo novo, a nova Supergirl. A fusão trouxe grandes mudanças e acabou por se descobrir que a nova Supergirl havia se transformada em um Anjo Terrestre, que surge quando alguém sacrifica si mesmo desinteressadamente para salvar alguém além da salvação. Como efeito colateral, a nova e vitaminada Supergirl ainda ganhou asas flamejantes, a capacidade de gerar chamas e a habilidade de se teleportar para qualquer lugar onde já tenha estado. Mais tarde, ela descobriu que era a Anjo do Fogo.
Em Superman the 10 Cent Adventure #1 (2003), surge Cir-El criada por Steven Seagle e Scott McDaniel, a mais obscura das versões da Supergirl, Cir-El apareceu dizendo ser a filha de Superman e Lois Lane vinda do futuro, ela tinha a mesma super velocidade e super força de Kal-El e podia disparar energia do sol vermelho pelas suas mãos. Mais tarde é descoberto que ela não passava de uma parte desconhecida de Brainiac, enviada por ele para dominar a Terra. Cir-El só apareceu em um punhado de quadrinhos, sendo a menos recorrente Supergirl de todas.
Em 2004, Superman/Batman na história The Supergirl from Krypton, Jeph Loeb reintroduziu Kara Zor-El. Kara apareceu na Terra primeiramente em um grande pedaço de kryptonita que caiu na chuva de meteoros. Depois dela ser descoberta pelo Superman ela foi treinada por nada mais nada menos que Batman e Mulher-Maravilha em como ser uma heroína. Ela passou a maioria do tempo nessa aprendizagem de seu lar e de seus poderes e do que é feito um herói. Esta versão ficou presente no Universo DC até a era Os Novos 52.

## Origens
Na História da DC Comics, houve várias personagens e histórias que utilizaram o conceito de uma versão feminina do Superman.

### Argo City
Argo City (Krypton) é uma cidade fictícia criada pela DC Comics, local de nascença de Supergirl.

### Supergirl (protótipo)
A primeira vez que uma personagem chamada Supergirl apareceu foi em Superman #123 (agosto de 1958) numa história em que Jimmy Olsen, de posse de um totem místico, desejou a existência de uma Supergirl para ajudar Superman. Após mais atrapalhar do que ajudar, Supergirl morreu protegendo o Superman de um meteoro de kryptonita.

### Supergirl original (Pré-Crise)
Em Action Comics #252 (maio de 1959), iniciou-se a publicação da série regular de histórias de uma prima adolescente do Superman, vinda diretamente do planeta Krypton.
Assim, na versão original a Supergirl é Kara-El, prima de Kal-El, o Superman. Ela havia sobrevivido a explosão de Krypton pois Argo City, a cidade em que morava, conseguiu permanecer intacta em sua redoma protetora. Quando, ao passar por uma chuva de meteoros, a abóbada e o solo de Argo City foi perfurado, radiação de kryptonita começou a vazar pelo solo. Isto foi matando os kryptonianos ali; como último recurso, Zor-El enviou Kara ao planeta Terra para se salvar na única nave existente. (quadrinhos da época não eram muito condizentes com a realidade, uma abóbada que suportasse a destruição dum planeta poderia ter facilmente repelido os meteoros… Além do que, para começo de conversa, a abóbada não teria impedido os kryptonianos de morrerem pelo baque da explosão de Krypton, dado que eles não tinham poderes sob um sol vermelho). Vem para a Terra usando um uniforme parecido com o de seu primo. Ao encontrar Superman, este lhe pede que continue em segredo, até que ele resolva apresentá-la à Humanidade. Kara passa a viver então em um Orfanato (Midvale) com o nome de Linda Lee. Usa uma peruca morena de tranças, para esconder seu cabelo loiro. Depois foi adotada pelo casal Danvers, passando a se chamar Linda Lee Danvers. Apesar de permanecer em segredo, continua a agir como uma versão feminina do Superman. Em uma dessas saídas secretas, conhece Atlantis (a cidade de Aquaman) e namora um tritão adolescente (Jerro). Depois Superman finalmente a revela para o mundo. A Supergirl também entrou para a Legião dos Super-Heróis, onde conheceu Brainiac 5, outro de seus namorado.
Depois de várias mudanças de uniforme e relançamentos da personagem, a Supergirl original foi morta pelo Anti-Monitor na saga Crise das Infinitas Terras, publicada em 1985. Ademais, a própria saga eliminou quaisquer memórias a respeito desta Supergirl, dado que quando os heróis enfrentaram o Anti-Monitor na aurora do Tempo, a história foi mudada, e esta Supergirl nunca existiu para os efeitos do Pós-crise, sendo Superman o último kriptoniano vivo.

### Poderosa
Poderosa era a versão da prima do Superman da Terra 2, na dimensão da Terra 2. Sua primeira aparição foi em All Star Comics #58 (janeiro/fevereiro de 1976).

### Supergirl (Matriz)
John Byrne lançaria uma versão não humana da Supergirl que ficou conhecida como Matriz. Superman achou-a na dimensão chamada Mundo Compacto. Matriz foi uma criatura artificial criada pelo Lex Luthor daquele mundo, que era bondoso. Este Luthor usou DNA de Lana Lang do Mundo Compacto junto a uma substância chamada protomatéria.
Esta Lana havia morrido devido a destruição provocada por 3 criminosos kryptonianos que Luthor ingenuamente libertou da Zona Fantasma. Matriz tinha super-força e velocidade mas diferente da Supermoça original ela era uma transmorfa e não era kryptoniana, ela também podia lançar poderosas rajadas mentais e tinha uma habilidade telecinética. Ela também podia assumir a forma de outras pessoas e ficar invisível.
Essa Supergirl chegou a se apaixonar por Lex Luthor do nosso mundo, acreditando que o mesmo fosse bondoso assim como o Luthor do Mundo Compacto e a ter um relacionamento com ele, e por muitos anos foi sua aliada. Mas após ela descobrir que ele tentou cloná-la várias vezes, ela tentou matá-lo e foi impedida por Superman. Após isso ela ficou vagando pela terra sem lembranças de seu planeta natal sem identidade e com poucos laços afetivos.
Para salvar a vida de uma jovem chamada Linda Lee Danvers, Matriz  fundiu-se com ela, tendo agora o poder de assumir uma identidade secreta real.

### A Nova Supergirl, Rumo aCrise Final
Recentemente, em Superman/Batman #9, uma nova Supergirl, também prima de Superman, surgiu. Isto aparentemente elimina por completo quaisquer memórias a respeito da original.
Quando Krypton estava para explodir, o pai de Kara,  Zor-El, ajustou a espaçonave da filha para seguir a espaçonave do seu primo Kal-El. Kara era uma criança crescida, enquanto Kal-El era apenas um bebê recém nascido. Durante a viagem pelo espaço, Kara ficou em animação suspensa dentro de um enorme pedaço do planeta, ao chegar a terra o asteroide se quebrou e a nave caiu no porto de Gotham City, perseguida por policiais e logo depois  encontrada por Batman. Com a queda do asteroide no planeta, a Kryptonita passou a ser abundante e tendo também novas variações, como a Kryptonita vermelha, azul e preta. Ao ser encontrada por Batman, sozinha e assustada ela fugiu e tempo depois descobriu que seu primo é o herói conhecido como Superman descoberto que ele é mais velho que ela foi levada á Fortaleza da Solidão onde aprendeu a falar a língua da terra. Em uma de suas aventuras teve de enfrentar Lex Luthor, e quando estava prestes a morrer, Luthor lançou um raio de kryptonita negra nela fazendo com que seu lado sombrio saísse dela, e forçando-a a enfrentar seu demônio interior.
Kara residiu na Ilha paraíso junto com a Mulher-Maravilha e lutou no espaço (durante a saga Crise Infinita) para proteger o mundo.
Na saga da "Nova Krypton", Supergirl teve sua verdadeira origem revelada após ser abduzida por Brainiac, descartando sua história anterior, ela foi a sobrevivente que escapou da destruição de Argo City, cidade que escapou milagrosamente da explosão de Krypton num grande bloco de asteroide que se converteu em antikryptonita, devido a alta concentração de chumbo no solo da cidade, fugindo nos domínios de Brainiac, salva pelo seu pai Zor-El numa espaço-nave partindo para a Terra. Com a explosão de Argo City causada por Brainiac, a sua espaçonave foi engolida pelos grandes fragmentos da cidade em rota de direção para a terra.
Após uma grande explosão, todos os super-heróis que lutavam no espaço foram mandados para lugares diferentes (como visto na minissérie 52).
Ao fim da Crise Infinita, Supergirl foi para o século 31 e está lutando ao lado da Legião dos Super-Heróis. Ela também aparece nas revistas do Superman. Nestas histórias, lutou junto com a Poderosa para proteger a cidade de Kandor. Logo após estas lutas, ela vive hora como uma adolescente, hora protegendo o mundo como  Supergirl, nas últimas temporadas enfrentou anjo negro por essa considerá-la uma anomalia (seres que deveriam morrer na crise mas sobreviveram), ela é interrompida por um monitor de prosseguir no teste contra a Supergirl, logo em seguida chega Pariah um ser encapuzado que diz que ela tem que "quebrar" a sequência de eventos do "grande desastre" daí ela ter passado nos testes da agente Anjo Negro, enfrentou um dilema com as amazonas numa "brecha" da saga O ataque das amazonas, logo após se reencontra com dois legionários: Val Armorr (o Karate Kid) e Una (a antiga dama-tripla).
Agora ela esta ajudando a "quebrar" a sequência de eventos para evitar a crise final.

## Publicações
Na década de 70 a Supergirl (Kara Zor-El) estrelou a revista Adventure Comics e passou por uma grande reformulação em seu uniforme na edição de número 397 (setembro de 1970), inspirada nas mudanças realizadas na Mulher-Maravilha na década anterior e por insistência dos fãs na renovação do visual. A capa da edição 397 contém alguns designs feitos pelos fãs da época, mas nenhum dos modelos foi de fato escolhido.

## Smallville

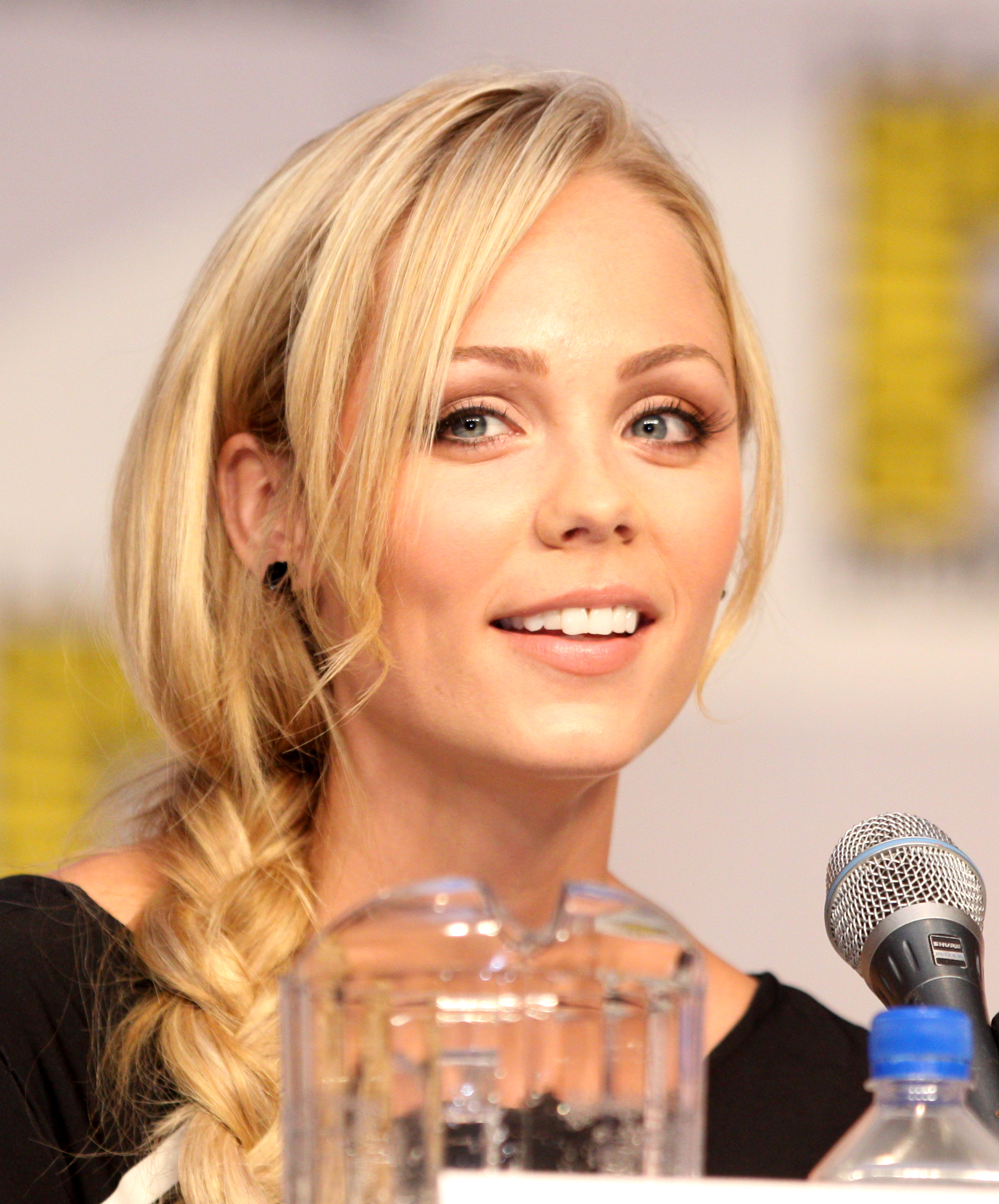
Laura Vandervoort, a segunda atriz a interpretar a Supergirl em Smallville.

Clark descobre que Jor-El e Zor-El tinham sérios problemas de relacionamento.
Os primos saem em busca da nave de Kara, que aparentemente está nas mãos do serviço secreto americano. Clark ensina Kara a usar a superaudição, o que lhe permite identificar o sinal sonoro da Casa de El, emitido pela nave em uma frequência que os humanos não podem rastrear. No final do episódio, a nave de Kara é destruída, embora a moça afirme que isso não destruiu um cristal de Zor-El que se encontrava em seu interior.
Clark leva Kara ao rancho. Apesar de a jovem ainda estar chocada com a notícia do fim de seu mundo, compartilha algumas lembranças de Krypton com Clark a respeito de Lara, a mãe biológica do protagonista da série, por quem a moça nutria um forte afeto.
Clark vai à Fortaleza da Solidão e interpela a memória de Jor-El para entender porque ele nunca havia mencionado Kara (a não ser por uma implícita referência no último episódio da terceira temporada). Jor-El se mostra surpreso diante da notícia da chegada de Kara e ordena a Clark que a vigie, pois não seria digna de confiança, assim como Zor-El.
Em uma das últimas temporadas, a personagem se despede do primo dizendo que irá procurar notícias sobre Kandor. Na temporada 9, Kandor e os seus habitantes são muito citados, mas ainda não se tem notícia de Kara. Na temporada final Kara retorna e se mostra ao mundo como nova super-heroína, ela avisa Clark da vinda de Darkside. No episódio 20 da décima temporada, Kara é chamada por Jor-El na Fortaleza da Solidão e diz que ela não pode interferir no destino de Clark, e que ele deve segui-lo sozinho, e pede então para que ela vá embora, usando o anel da Legião e ir para o futuro, assim é o desfecho da personagem na série.
No seriado Kara foi interpretada por Adrianne Palicki e Laura Vandervoort

## Poderes e Habilidades

### Poderes
- Fisiologia Kryptoniana: Sob os efeitos de um sol "amarelo", a Supergirl possui os mesmos poderes potenciais de um Kryptoniano comum. Esses incluem:
- Absorção de Energia Solar: Sob condições ótimas, esta é a principal fonte de super poderes da Supergirl, pois eles são contingentes à exposição à radiação solar de um sistema estelar amarelo. Sua composição biológica inclui vários órgãos que não possuem análogos em humanos e cujas funções são desconhecidas. Acredita-se que entre uma ou mais dessas e sua matriz bio-celular, a energia solar "amarela" é armazenada para uso posterior. Isso permite que o uso desses poderes desapareça quando a radiação solar amarela não estiver disponível, em vez de falha imediata.
- Visão de Calor: Supergirl pode, como um ato consciente, disparar raios de calor intenso em um alvo olhando para ele. Ela pode variar o calor e a área afetada.
- Super-Audição: A audição da Supergirl é sensível o suficiente para ouvir qualquer som em qualquer volume ou tom. Com habilidade e concentração, ela pode bloquear sons ambientes para focar em uma fonte ou frequência específica.
- Visão Aprimorada: A visão da Supergirl processa todo o espectro eletromagnético, além de permitir um amplo controle sobre a percepção seletiva e o foco.

Essa habilidade de guarda-chuva inclui o seguinte:
Spectrum Visão eletromagnética : Supergirl pode ver bem na maior parte do espectro eletromagnético. Ela pode ver e identificar sinais de rádio e televisão, bem como todas as outras freqüências transmitidas ou transmitidas. Usando essa habilidade, ela pode evitar a detecção por métodos de monitoramento de radar ou satélite. Isso também permite que ela veja a aura gerada pela coisa viva.
- Visão Telescópica: Esta é a capacidade de ver algo a grande distância, sem violar as leis da física. Embora limitada, a extensão exata da habilidade é indeterminada. Em funcionamento, é semelhante à lente de zoom de uma câmera.
- Visão de Raios-X: Esta é a capacidade de ver através de qualquer volume de matéria, exceto chumbo. Supergirl podem ver as coisas por trás de um objeto sólido e opaco, como se não estivesse lá. Ela pode concentrar essa habilidade para "descascar" camadas de um objeto, permitindo que imagens ocultas ou trabalhos internos sejam observados. O tipo exato de energia percebida - como raios X, raios cósmicos ou alguma outra energia invisível para os humanos normais - não é claro. Essa capacidade percebe uma fonte de energia ambiente, porém, não envolve o olho projetando um feixe concentrado, possivelmente tóxico, para ser refletido de volta dos objetos.
- Visão Microscópica: Esta é a capacidade de ver objetos e imagens extremamente pequenos até o nível atômico.
- Visão Infravermelha: Supergirl pode ver com melhor acuidade no escuro, e até certo ponto na escuridão total.
- Voo: Supergirl é capaz de manipular as partículas gravitacionais para desafiar as forças da gravidade e alcançar o voo. Isso varia de pairar a se mover em qualquer postura, em qualquer direção.
- Invulnerabilidade: Devido à interação de sua estrutura molecular densa e aura bioelétrica superalimentada, a Supergirl é quase invulnerável a forças extremas de energia. Além disso, ela amplia essa proteção contra toxinas e doenças.
- Vigor Sobre-Humano: Supergirl é capaz de manter uma ação física extenuante contínua por um período indefinido de tempo. Isso com base em seu corpo convertendo a radiação solar amarela diretamente em energia, mas é limitado pelas necessidades fisiológicas e psicológicas de comer, beber e dormir.
- Força Sobre-Humana: Supergirl possui um alto grau de força física. Seu potencial físico é suficientemente elevado para que seus golpes diretos firam superseres, incluindo a Mulher-Maravilha[2] e Superman[3]. Em certa ocasião,  Kara acertou uma joelhada no rosto de Flash e ele mesmo disse que, se não tivesse vibrado no último segundo, o joelho da heroína teria parado em seu cérebro. Em Supergirl (série de televisão) vemos a heroína parando e sustentando um grande avião, também derrotando o seu primo Kal- El em uma luta, fazendo tudo isso com as próprias mãos.
- Velocidade Super-Humana: Supergirl é capaz de se mover a uma velocidade incrível por pura força de vontade. Isso se estende a suas percepções e permite proezas como pegar balas no meio do voo, bem como cobrir vastas distâncias em pouco tempo.
- Agilidade Sobre-Humana: Supergirl possuí maior agilidade, destreza, flexibilidade, equilíbrio e coordenação motora em níveis Sobre-Humana.
- Reflexos Sobre-Humanos: Supergirl pode reagir e desviar objetos que voam em altas velocidades.
- Super-sopro: Supergirl é capaz de criar ventos com força de furacão exalando ar de seus pulmões. Ela pode resfriar o ar enquanto deixa seus pulmões para congelar alvos. Ela também pode reverter o processo para puxar grandes volumes de ar ou vapor para os pulmões.
- Geração de Cristais: Por um tempo, Supergirl teve a capacidade de gerar cristais afiados de seu corpo. No início, alucinações induzidas por criptonita levaram-na a acreditar que os experimentos de seu pai eram a origem de seu poder para cultivar Sunstones, mas depois de conhecer o verdadeiro Zor-El, a doença de criptonita fez seu sangue cristalizar em oxigênio. Ela perdeu seu poder de geração de cristal depois de ser curada de sua doença.
- Intangibilidade: Supergirl foi ensinada pelo Flash como fazer suas moléculas deslizarem entre as moléculas de objetos sólidos, vibrando em super velocidade.

Auto-Sustento: Supergirl é capaz de sobreviver fora dos limites de um planeta. 
- Manipulação Sonora: Supergirl é capaz de modular sua voz para obter efeitos variados, como cancelar as ondas sísmicas emitindo uma contrafrequência supersônica ou derrubar os inimigos.

### Habilidades
- Mestre em Artes Marciais: Ela foi treinada por Batman em artes marciais avançadas e treinada com as Amazonas em Themyscira em combate desarmado e armado, artes marciais Amazonas, Luta de espadas, Manejo de escudo e outras armas Amazonas. Ela treinou com Mulher Maravilha e Artemis extensivamente.
- Klurkor: Kara conhece o "primeiro nível" de Klurkor, uma arte marcial kryptoniana.
- Multilinguismo: Supergirl fala uma infinidade de idiomas fluentemente. Ela aprendeu inglês em menos de um mês. Ela também fala interlac. Ela também é fluente em Kryptonese. Além disso, através do controle muscular preciso, ela pode imitar as vozes de outras pessoas.
- Intelecto de Nível Gênio: Os criptonianos, embora completamente humanos, eram superiores intelectualmente e fisicamente aos nativos da Terra. Supergirl que viveu na cidade de Argo por algum tempo aprendeu muito sobre ciência e tecnologia. Supergirl se destaca em engenharia e foi mostrada em tenra idade para reprogramar a tecnologia avançada de Krypton, como um robô, com pouco esforço. Ela é até um membro do Conselho Científico de Krypton, o corpo governante de Krypton.
- Artista: Kara também é artística e já foi abordada pelo chefe do Art Council, que queria orientar Kara assim como ele fez com seu pai. Ela mantém um violão e uma máquina de costura em seu apartamento e desenha e desenha novas versões de seu traje de vez em quando.
- Líder Experiente: Supergirl tornou-se líder da Legião por um curto período após a Guerra dos Dominadores.

## Outras mídias[4][5]

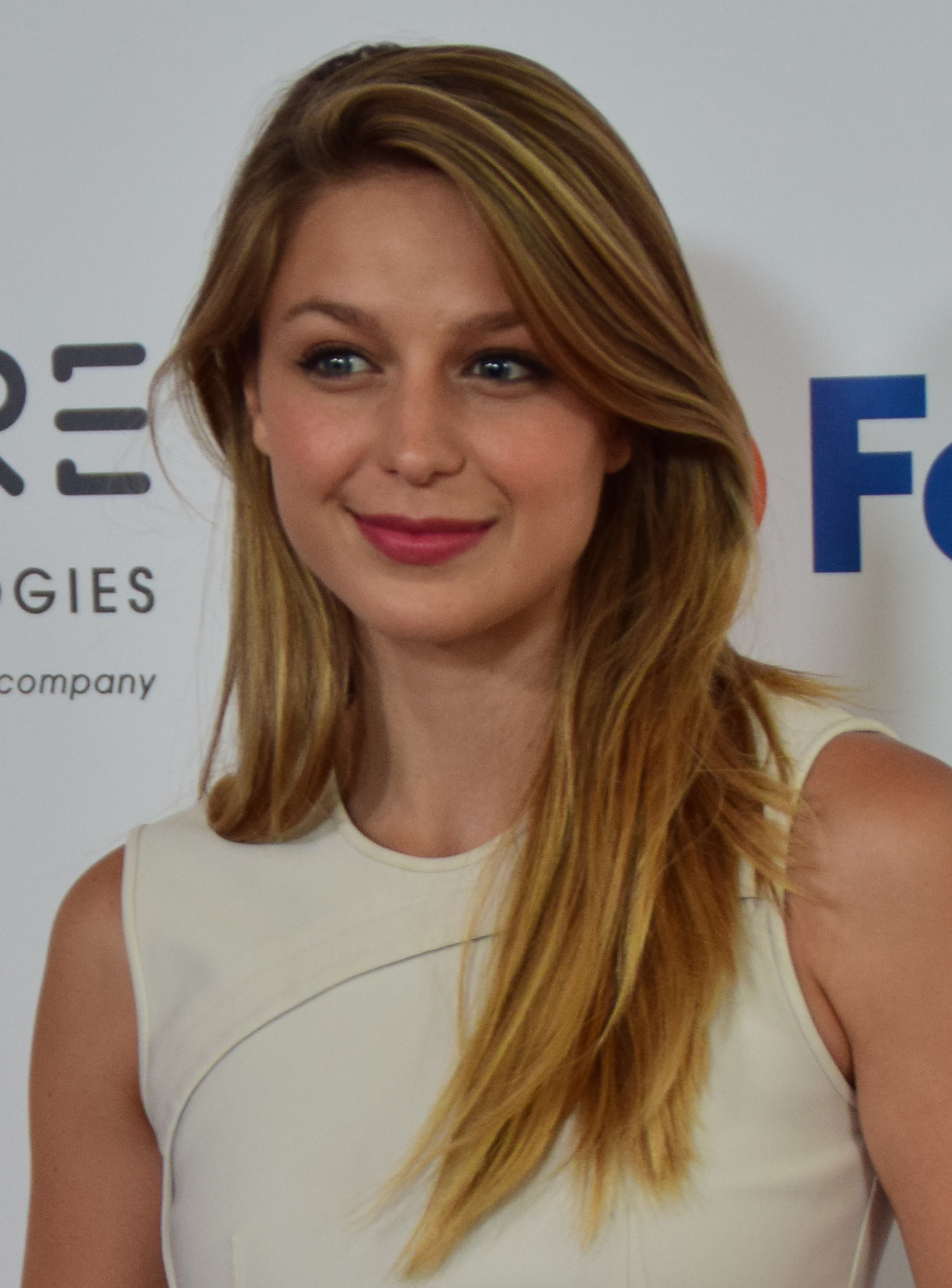
Melissa Benoist (2015)

No filme Movie 43 é feita uma paródia dos heróis da DC Comics, onde a Supergirl é interpretada pela atriz Kristen Bell e assume um relacionamento com o Robin. No final a Supergirl era apenas o vilão Charada disfarçado.
Em setembro de 2015, uma série da Supergirl é anunciada, em outubro  do mesmo ano a série estreia no canal CBS. Em setembro de 2016, um crossover com a série The Flash no decimo oitavo episódio da série. Após a primeira temporada, a série passou para o canal The CW, sendo exibida nele até hoje.
Em agosto de 2018, o Deadline informa que Warner Bros. e a DC Entertainment estão desenvolvendo um filme da heroína, com Oren Uziel no roteiro. O estúdio pretendia contratar uma diretora mulher, sendo Reed Morano, que manifestou interesse no projeto, sua primeira escolha. Esperava-se que as filmagens começassem a produção no início de 2020.
Em fevereiro de 2021, a atriz colombiana-americana Sasha Calle foi escalada como Supergirl em The Flash (2023), dirigido por Andy Muschietti. Em fevereiro de 2023, foi confirmado que Calle interpretaria a versão Kara Zor-El do personagem.
Em janeiro de 2023, James Gunn anunciou um filme independente com a personagem Kara Zor-El / Supergirl, o filme se chamará Supergirl e será baseado na minissérie Supergirl: Woman of Tomorrow publicada entre 2021 e 2022, escrita por Tom King e ilustrada por Bilquis Evely. Em janeiro de 2024 foi confirmado que a atriz australiana Milly Alcock foi escalada para o papel principal.